# Begonia rigida
Espèce
Synonymes
- Gurltia rigida Klotzsch[1]

Begonia rigida est une espèce de plantes de la famille des Begoniaceae. Ce bégonia est originaire du Brésil. L'espèce fait partie de la section Pritzelia. Elle a été décrite en 1864 sous le basionyme de Gurltia rigida par Johann Friedrich Klotzsch (1805-1860), puis elle a été recombinée dans le genre Begonia et décrite en 1864 par Alphonse Pyrame de Candolle (1806-1893), à la suite des travaux de Eduard von Regel (1815-1892). L'épithète spécifique rigida signifie rigide, inflexible, raide.

## Répartition géographique
Cette espèce est originaire du pays suivant : Brésil.